# Still (Pete Sinfield)
Still is het enige studioalbum van Pete Sinfield.
Sinfield, eerder schrijver voor King Crimson had ruzie gekregen met de leider van die band Robert Fripp en moest zijn weg weten te vinden in de muziekwereld. Hij prikte de draad op als muziekproducent voor E.G. Records, waar King Crimson ook op de loonlijst stond. Er was een nieuwe band in opkomst binnen de progressieve rock/glamrock met een experimenteel geluid. De band was Roxy Music, die hun eerste album ging opnemen. Sinfield begeleidde de band daarin. Dat produceren iets anders is dan opnemen bleek toen hij aan een soloalbum wilde beginnen. Hij kon zijn product inmiddels kwijt aan Manticore, het platenlabel van Emerson, Lake & Palmer. Sinfield kende Lake nog uit de begindagen van King Crimson. Lake had echter andere beslommeringen (ELP kende een stijgende populariteit) en bemoeide zich slechts deels met het album. Sinfield schakelde voornamelijk (of ex-) King Crimsonleden in en benoemde Mel Collins tot medeproducent, alleen vanwege het feit dat hij de meeste arrangementen schreef. Het album is opgenomen in de Command Studio in Londen.
Door deze mengeling is het een curiosum geworden, King Crimson gerelateerde muziek op het platenlabel van Emerson, Lake & Palmer.  Sinfield ging na de uitgave op tournee met Premiata Forneria Marconi, hij produceerde hun album Photos of ghosts. 
Het album werd later opnieuw uitgegeven waarbij Sinfield toestond dat er nieuwe tracks werden toegevoegd en dat de volgorde gewijzigd werd. Hij vond dat achteraf geen geslaagde poging en in 2010 verscheen het album dat ook weer in de originele samenstelling aangevuld met een tweede disc met demo’s en andere opnamen. 
Een aantal musici van het album is onbekend gebleven. Don Honeywill is nauwelijks bekend, maar speelde wel de saxofoonsolo op All You Need Is Love van The Beatles en begeleidde Frank Sinatra en Tom Jones. Richard Brunton dook later op bij Gerry Rafferty. Snuffy speelde in Stray Dog en begeleidde Chaka Khan.  

## Musici
(KC is ex- of toekomstig King Crimsonlid)
- Pete Sinfield (KC) – zang, akoestische gitaar, synthesizers
- Richard Brunton – gitaar
- Brain Cole – pedeal steel guitar
- Greg Lake (KC) – gitaar (Hopes and dreams), zang (Wholefood) en eerste zangstem Still
- Snuffy – gitaar (Envelopes of yesterday)
- Mel Collins (KC) – saxofoons, dwarsfluiten, en celesta
- Don Honeywill – baritonsaxofoon (Night people)
- Chris Pyne – trombone
- Greg Bowden – trompet
- Stan Rodrick – trompet
- Robin Miller – althobo
- Tim Hinckley – elektrische piano (Night people)
- Phil Jump – toetsinstrumenten
- Keith Tippett (KC)– piano (Sea goat)
- Boz Burell (KC) – basgitaar (night people)
- Steve Dolan – basgitaar
- John Wetton (KC) -basgitaar (Sea goat, Envelopes of yesterday)
- Min – slagwerk
- Ian Wallace (KC) – slagwerk (Night people en Sea goat)

## Muziek
| Nr. | Titel                                                     | Duur |
| --- | --------------------------------------------------------- | ---- |
| 1.  | Song of the sea goat (Antonio Vivaldi, Sinfield, Jump)    | 6:05 |
| 2.  | Under the sky (Ian MacDonald, Sinfield)                   | 4:19 |
| 3.  | Will it be you (Mennie, Jump, Sinfield, Brunton, Dolan)   | 2:39 |
| 4.  | Wholefood boogie (Mennie, Jump, Sinfield, Brunton, Dolan) | 3:36 |
| 5.  | Still (Mennie, Jump, Sinfield, Brunton, Dolan)            | 4:45 |

| Nr. | Titel                                               | Duur |
| --- | --------------------------------------------------- | ---- |
| 1.  | Envelopes of yesterday (Sinfield)                   | 6:17 |
| 2.  | The piper (Sinfield)                                | 2:48 |
| 3.  | A house of hopen and dreams (Sinfield)              | 4:06 |
| 4.  | The night people (Collins, Jump, Sinfield, Brunton) | 7:54 |

| Nr. | Titel                                       | Duur |
| --- | ------------------------------------------- | ---- |
| 1.  | Hanging fire                                |      |
| 2.  | Still                                       |      |
| 3.  | The song of the sea goat                    |      |
| 4.  | Under the sky                               |      |
| 5.  | Wholefood boogie                            |      |
| 6.  | Envelopes of yesterday                      |      |
| 7.  | The piper                                   |      |
| 8.  | A house of hopes and dreams                 |      |
| 9.  | The night people                            |      |
| 10. | Still                                       |      |
| 11. | Can you forgive a fool (opnamen april 1975) |      |